# Saneg
Saneg là một đô thị thuộc tỉnh Médéa, Algérie. Dân số thời điểm năm 2002 là 3.12 người.